# Hercule Birat
Hercule Birat (30 juillet 1796 - 14 mai 1872, Narbonne), fut une figure locale notable des débuts du XIXe siècle à Narbonne. Chansonnier satirique, poète français comme occitan, considéré par certains comme un précurseur des félibres, il revendique de son vivant son style populaire et provincial (dans le sens de local), pour une œuvre plurielle, reflétant près d'un demi-siècle de vie narbonnaise.

## Les premières années
Hercule Birat naît à Narbonne le 30 juillet 1796, dans une famille de juristes toulousains, installés dans la région depuis la deuxième moitié du XVIIIe siècle. Sa mère, Hostalot de son nom de jeune fille, est pour sa part une Narbonnaise de souche.
Il poursuit tout d'abord des études de droit, dans la tradition familiale, à Toulouse et Paris, avant de devenir géomètre puis matelot sur un navire faisant cap vers la Martinique. À la mort de son père en 1820, il rentre en France, se marie l'année suivante et s'installe alors sur un domaine agricole dans la proximité de Homps.

## Le poète
Ce n'est donc qu'à l'âge mûr que le Narbonnais entreprend de coucher sur le papier et par la voie des vers ses impressions sur la vie de ses concitoyens. En 1837 paraît sa première publication, La Fête de Notre-Dame-du-Cros. Il a alors passé la quarantaine. Son second ouvrage paraît neuf ans plus tard, en 1846. Intitulé Vœux à Notre-Dame-des-Auzils, il est, par sa thématique, proche du précédent texte de l’auteur.
L’installation de celui-ci à Narbonne deux ans plus tard, dans le contexte particulier des débuts de la IIe République, influencera nettement sa production, qui adopte alors une tonalité plus satirique.

## Le satiriste
Hercule Birat, qui loue à l'un des clubs républicains de la ville un local dans sa demeure, est en contact direct avec leurs idées, chaudement exprimées, souvent au détriment de son sommeil.
L'auteur puise dans cette situation la veine d'une production satirique visant ses hôtes républicains, mise en musique sur des airs populaires de l'époque. De cette période, Birat lui-même aurait déclaré avoir été « menacé d'avoir à porter sur ses épaules, à travers la ville, le buste de Marianne ». Cet épisode aurait inspiré La Passion dal paure cansouniè narbounès.

## Le rapport à la langue d'oc
Birat propose lui-même une poésie provinciale, locale. Il en vient progressivement à écrire autant en occitan qu’en français. La Passion dal paure cansouniè narbounès est ainsi composée, comme plus tard d'autres de ses pièces, en dialecte narbonnais. Penché sur la prose de ses contemporains des Pays d'oc, il trouve en Jasmin, qu'il découvre à l'occasion d'une lecture de l'auteur à Narbonne, un modèle.
La République installée, ses remuants hôtes l’ayant quitté, Birat explore de nouvelles voies d'expression. Il aborde alors le genre de l'épopée burlesque à travers deux textes en occitan : Dialogos entre la mountagno de Minerbo é lou Pic de Noro et La Naissenço de Jacquès Premie. Birat voit en ces textes le sésame de son entrée à la Commission archéologique et littéraire de Narbonne. Par deux fois éconduit, Birat reprend les couleurs de la satire pour composer en janvier 1857 Les Lamentations du poète narbonnais, bientôt suivies d'une Supplique à Messieurs les membres de la Société archéologique. Effet direct de ses écrits ou heureux hasard, il intègre deux mois après la parution de ce second texte la Commission tant désirée, pour une courte durée toutefois.

## Poésies narbonnaises

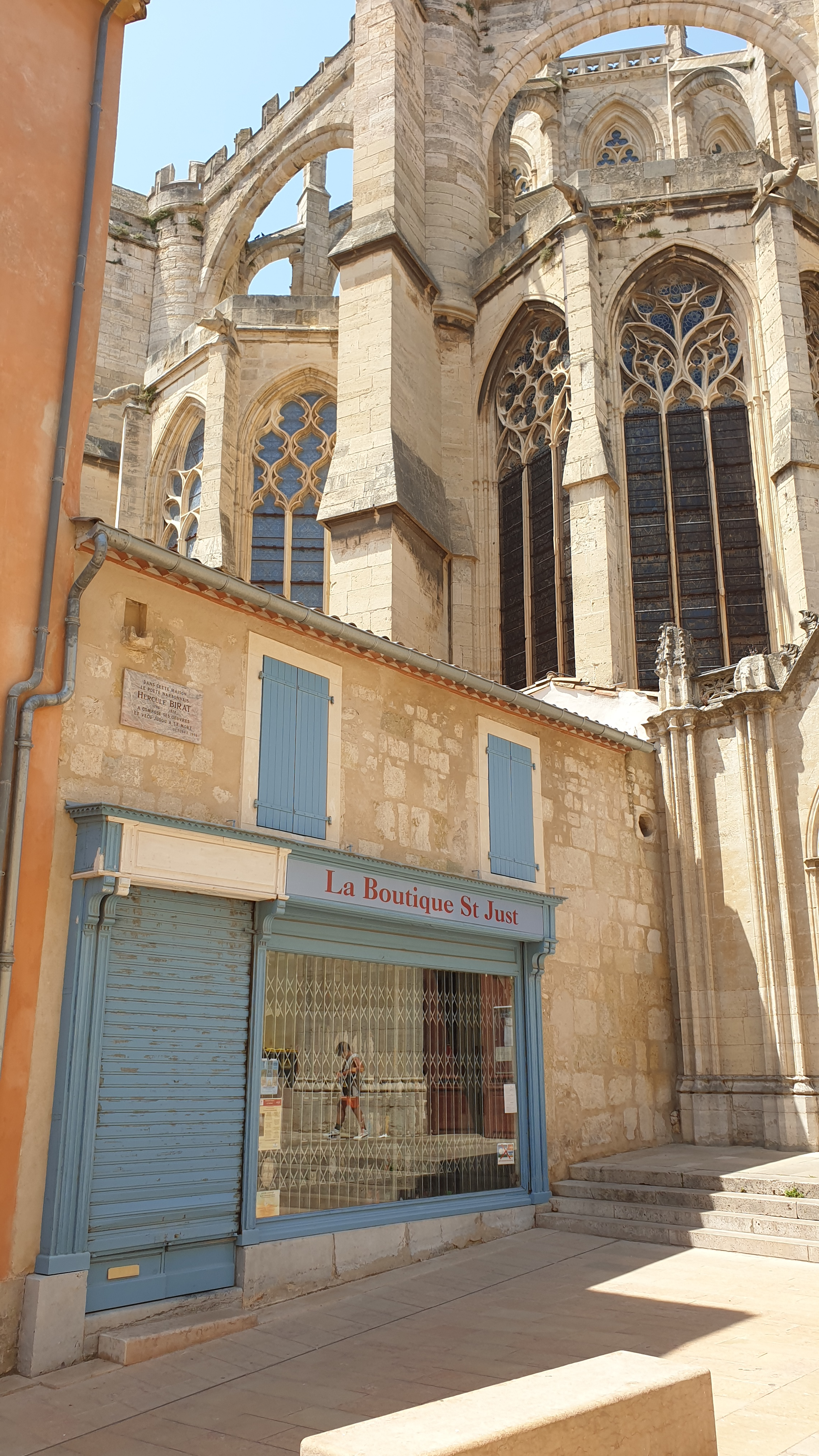
Maison d'Hercule Birat à Narbonne, à côté de la cathédrale Saint-Just.

En 1861, les différents textes poétiques d'Hercule Birat sont réunis dans un même ouvrage, augmentés d'entretiens en prose entre l'auteur et un artistarque, proposant un dialogue sur la qualité de son œuvre. Les piques plus ou moins dissimulées en direction de ses confrères de la Commission font scandale et le conduisent à la démission.
Nonobstant son aspect polémique, cet ouvrage témoigne de la qualité de la plume de Birat, peintre de son époque, de sa région et son histoire. Le poète, féru d'histoire régionale, consulte par ailleurs les principaux écrits historiques réunis à son époque. Ses textes nous renseignent sur la grande comme sur la petite Histoire, nous livrant de nombreux portraits croustillants de ses contemporains, ainsi qu'une perspective différente sur les événements marquant de la vie narbonnaise de l’époque.
Attaché à l'histoire et au patrimoine de sa région, Birat se distingue également par ses talents de conteur et de passeur de mémoire. Outre les nombreuses transcriptions de textes et légendes du cru, parfois agrémentées de sa touche personnelle, il propose de nombreuses créations originales basées sur des textes primitifs, notamment dans le cycle de Saint-Paul dont fait partie le fameux La Gragnotto dé Sant-Paul daté de 1856, repris plus tard par Frédéric Mistral dans son Mémoires et Récits.
Bien que moins connu, son Sermon du père Bourras (tiré des Poésies narbonnaises, 5e et 6e entretien, second volume, certainement rédigé aux alentours de 1855) s'inscrit dans la longue lignée de textes reposant sur la tradition populaire qui donnèrent naissance au Curé de Cucugnan. Birat se serait appuyé sur ce bref dialogue : « Pam, pam, pam ! - Que tusto dé bas ? - Lou Pero Bourras – Cal demandats ? - Dé gens de Ginestas – Aïci y gna pas, anats pu bas – Dintrats, dintrats y'n manco pas ! » Il semble que l'abbé Bourras, curé de Ginestas, acteur principal du sermon, ait effectivement existé. Originaire d'Espagne, il aurait en fait exercé son ministère non à Ginestas, mais du côté de Luc-sur-Orbieu ou de Marcorignan,.
Tristesse du curé face à l'indifférence des fidèles de sa paroisse, différentes étapes menant du Paradis à l'Enfer, et conclusion finale sont similaires dans Le Sermon du père bourras et les versions successives du Curé de Cucugnan, faisant du texte de Birat le précurseur (il paraît en 1861 dans les Poésies narbonnaises) d'une pièce incontournable du patrimoine littéraire.
En dépit de ses apports à la littérature populaire et occitane, Henri Birat ne connut de son vivant qu'une aura principalement locale, recevant toutefois une certaine reconnaissance de ses pairs en 1866. Cette année-là, l'Académie des Jeux floraux remet au poète narbonnais un Jeton d'argent. En 1924, il était également honoré lors de la Sainte-Estelle.
Henri Birat décède le 14 mai 1872 à Narbonne.

## Œuvres
- La Passiou dal paouré cansouniè narbounés : pot-pouirit démagogico-soucialisto, Narbonne, impr.de Caillard, 1850  lire en ligne sur Gallica
- Poésies narbonnaises en français et en patois, suivies d'entretiens sur l'histoire, les traditions, les légendes, les mœurs, etc., du pays narbonnais, 2 vol., Narbonne, E. Caillard, 1860 [lire en ligne le tome I] [lire en ligne le tome II]  — Le tome II contient La Gragnotto dé Sant-Paul qui a été reprise et adaptée en occitan par Frédéric Mistral. Publiée une première fois dans l'Armana Prouvençau de 1890 (p. 58-61) sous le titre de La granouio de Narbouno, elle a par la suite été rééditée dans Moun espolido, ouvrage traduit en français sous le titre de Mémoires et récits
- Une nouvelle étoile télescopique : satire dialoguée contre l'auteur des poésies narbonnaises, Narbonne, Caillard, 1867 lire en ligne sur Gallica
- Chant communiste, par un homme qui ne l'est guère, Narbonne, impr.de Caillard, 1849 lire en ligne sur Gallica
- La coumplainto dé la Marianno ; Carêmé è Carnabal : dialoguo, Narbonne, impr.de Caillard, 1850 lire en ligne sur Gallica
- Lou Partachur acaprissat e lou partachur descourachat, cansou dialougado, Narbonne, impr.de Caillard, 1850 lire en ligne sur Gallica

## Pour approfondir